# Jonas Devouassoux
Jonas Devouassoux (Chamonix-Mont-Blanc, 23 ottobre 1989) è un ex sciatore alpino e sciatore freestyle francese.

## Biografia

### Stagioni 2005-2010
Devouassoux, originario di Argentières, nella prima parte della sua carriera ha gareggiato nello sci alpino: ha esordito in gare FIS il 9 dicembre 2004 giungendo 40º in uno slalom speciale a La Plagne e ha debuttato in Coppa Europa il 31 gennaio 2008 a Chamonix in discesa libera (77º).
Nel 2009 ha partecipato ai Mondiali juniores di Garmisch-Partenkirchen, dove ha ottenuto come miglior piazzamento il 12º posto nello slalom speciale. Il 28 gennaio 2010 ha ottenuto il suo miglior piazzamento in Coppa Europa, a Les Orres in discesa libera (46º), e il giorno successivo ha disputato la sua ultima gara nel circuito, il supergigante disputato nella medesima località (53º).

### Stagioni 2011-2018
Dalla stagione 2010-2011 si è dedicato al freestyle, specialità ski cross, anche se ha ancora preso parte ai Campionati francesi di sci alpino 2011 a Mont-Dore (nella sua ultima gara nella disciplina, lo slalom speciale del 27 marzo, è stato 18º); durante la sua carriera nello sci alpino non ha esordito in Coppa del Mondo né preso parte a rassegne olimpiche o iridate. Nel freestyle ha esordito in Coppa Europa l'11 dicembre 2010 a Jerzens, senza completare la prova, in Coppa del Mondo il 18 dicembre successivo a San Candido (18º) e ai Mondiali a Dear Valley 2011 (13º).
Ai Mondiali di Oslo/Voss 2013 si è classificato 25º e il 7 dicembre dello stesso anno ha conquistato a Nakiska la sua unica vittoria in Coppa del Mondo, nonché primo podio; ai Mondiali di Kreischberg 2015 si è classificato 6º e a quelli di Sierra Nevada 2017, suo congedo iridato, 13º. Il 14 gennaio 2018 ha conquistato a Idre Fjäll l'ultimo podio in Coppa del Mondo (3º); ai successivi XXIII Giochi olimpici invernali di Pyeongchang 2018, sua unica presenza olimpica, è stato 10º. Si è ritirato al termine di quella stessa stagione 2017-2018; la sua ultima gara in Coppa del Mondo è stata quella disputata a Sunny Valley il 4 marzo (22º) e la sua ultima gara in carriera è stata quella dei Campionati francesi 2018, il 20 marzo a Val Thorens, chiusa da Devouassoux al 12º posto.

## Palmarès

### Freestyle

#### Coppa del Mondo
- Miglior piazzamento in classifica generale: 48º nel 2014 e nel 2017
- Miglior piazzamento nella classifica di ski cross: 9º nel 2017
- 5 podi:
  - 1 vittoria
  - 1 secondo posto
  - 3 terzi posti

##### Coppa del Mondo - vittorie
| Data            | Località | Paese  | Specialità |
| --------------- | -------- | ------ | ---------- |
| 7 dicembre 2013 | Nakiska  | Canada | SX         |

Legenda:

SX = ski cross

#### Coppa Europa
- Miglior piazzamento nella classifica di ski cross: 50º nel 2014

#### Campionati francesi
- 1 medaglia:
  - 1 oro (ski cross nel 2012)